# Fédération internationale d'esport
La Fédération internationale d'esport, officiellement en anglais International Esports Federation (IeSF), est une association internationale basée en Corée du Sud qui fédère les fédérations nationales de l'esport (ou sport électronique) du monde entier et s'engage pour faire reconnaître le jeu vidéo comme un véritable sport.

## Historique

### Fondation
La fédération a été fondée en août 2008 autour de neuf fédérations de sport électronique pendant la troisième édition de l’eSport Symposium 2008. Les membres fondateurs sont l'Allemagne (Deutscher eSport Bund), l'Autriche (eSport Verband Österreichs), la Belgique (Belgian Electronic Sport Federation), la Corée du Sud (Korea e-Sports Association), le Danemark (eSport Danmark), les Pays-Bas (Nederlandse Electronic Sport Bond), la Suisse (Swiss E-sport Federation), Taïwan (Taiwan eSports League) et le Viêt Nam (eSports Viet Nâm).

### Réglementation
L’article 10 de la Constitution de l'IeSF reconnaît trois catégories de membres :
- Membre à part entière : Les membres à part entière peuvent être des fédérations nationales qui sont légitimes à représenter le sport électronique dans leur pays et qui ont leurs cotisations à jours.
- Membre associé : Les membres associés peuvent également être des fédérations nationales. Sans avoir voix, ils peuvent organiser des tournois nationaux.
- Membre affilié : Associations qui peuvent assister aux réunions du Conseil et à l'Assemblée générale, mais n'ont aucun droit de vote

### Reconnaissance sportive
L'IeSF devient membre de TAFISA en mai 2014 à l'issue d'une assemblée générale. La fédération est reconnue comme membre associé du Conseil olympique d'Asie et toujours en discussion pour une reconnaissance par SportAccord et le Comité international olympique. Elle est également partie prenante de l'Agence mondiale antidopage depuis 2013.

### Compétition
Outre la promotion et la réglementation du sport, l'IeSF organise également son championnat du monde depuis 2009. L'IeSF a annoncé en mars 2016 à Pékin qu'elle avait conclu un accord général de collaboration stratégique avec le World Cyber Arena, organisateur d'un des plus importants et plus influents championnats des sports électroniques mondiaux.
| Année | Nom                     | Ville hôte            | Titres en compétition                                                                                        |
| ----- | ----------------------- | --------------------- | --- |
| 2009  | IeSF 2009 Challenge     | Taebaek, Corée du Sud | - FIFA Online 2 - Warcraft III: Reign of Chaos                                                               |
| 2010  | IeSF Grand Final        | Daegu, Corée du Sud   | - FIFA Online 2 - Warcraft III: Reign of Chaos                                                               |
| 2011  | IeSF World Championship | Andong, Corée du Sud  | - FIFA Online 2 - Alliance of Valiant Arms - StarCraft 2: Wings of Liberty                                   |
| 2012  | IeSF World Championship | Cheonan, Corée du Sud | - FIFA Online 2 - Alliance of Valiant Arms - Tekken Tag Tournament 2                                         |
| 2013  | IeSF World Championship | Bucarest, Roumanie    | - League of Legends - Alliance of Valiant Arms - StarCraft 2: Heart of the Swarm - Tekken Tag Tournament 2   |
| 2014  | IeSF World Championship | Bakou, Azerbaïdjan    | - Dota 2 - Hearthstone - Ultra Street Fighter IV - StarCraft 2: Heart of the Swarm - Tekken Tag Tournament 2 |
| 2015  | IeSF World Championship | Séoul, Corée du Sud   | - League of Legends - StarCraft 2: Heart of the Swarm - Hearthstone                                          |
| 2016  | IeSF World Championship | Jakarta, Indonésie    | - League of Legends - Hearthstone - Counter-Strike: Global Offensive                                         |
| 2017  | IeSF World Championship | Pusan, Corée du Sud   | - League of Legends - Tekken - Counter-Strike: Global Offensive                                              |
| 2018  | IeSF World Championship | Kaohsiung, Taïwan     | - Tekken 7 - League of Legends - Counter-Strike: Global Offensive                                            |
| 2019  | IeSF World Championship | Séoul, Corée du Sud   | - Dota 2 - PES eFootball - Tekken 7                                                                          |
| 2020  | IeSF World Championship | Eilat, Israël         | - Dota 2 - PES eFootball - Tekken 7 - Audition Online (en)                                                   |

## Fédérations et associations membres de l'IeSF
En 2020, l'IeSF comporte 76 nations en tant pays membres, à l’exception notable de la France.

### En 2008
| Afrique | Amérique | Asie                                       | Europe                                                           | Océanie |
| ------- | -------- | ------------------------------------------ | ---------------------------------------------------------------- | ------- |
|         |          | - Corée du Sud - Taipei chinois - Viêt Nam | - Allemagne - Autriche - Belgique - Danemark - Pays-Bas - Suisse |         |

### En 2009
| Afrique          | Amérique | Asie                                                                                        | Europe | Océanie |
| ---------------- | -------- | ------------------------------------------------------------------------------------------- | --- | ------- |
| - Afrique du Sud | - Brésil | - Chine - Corée du Sud - Inde - Malaisie - Maldives - Singapour - Taipei chinois - Viêt Nam | - Allemagne - Autriche - Belgique - Bulgarie - Danemark - Espagne - Italie - Norvège - Pays-Bas - Portugal - Roumanie - Royaume-Uni - Russie - Suisse |         |

### En 2010
| Afrique          | Amérique | Asie                                                                                        | Europe | Océanie |
| ---------------- | -------- | ------------------------------------------------------------------------------------------- | --- | ------- |
| - Afrique du Sud | - Brésil | - Chine - Corée du Sud - Inde - Malaisie - Maldives - Singapour - Taipei chinois - Viêt Nam | - Allemagne - Autriche - Belgique - Bulgarie - Danemark - Espagne - Israël - Italie - Norvège - Pays-Bas - Portugal - Roumanie - Royaume-Uni - Russie - Suisse |         |

### En 2011
| Afrique          | Amérique | Asie                                                                                        | Europe | Océanie |
| ---------------- | -------- | ------------------------------------------------------------------------------------------- | --- | ------- |
| - Afrique du Sud | - Brésil | - Chine - Corée du Sud - Inde - Malaisie - Maldives - Singapour - Taipei chinois - Viêt Nam | - Allemagne - Autriche - Belgique - Bulgarie - Danemark - Espagne - Israël - Italie - Norvège - Pays-Bas - Portugal - Roumanie - Royaume-Uni - Russie - Suisse |         |

### En 2012
| Afrique                    | Amérique              | Asie | Europe | Océanie |
| -------------------------- | --------------------- | --- | --- | ------- |
| - Afrique du Sud - Namibie | - Brésil - États-Unis | - Bangladesh - Chine - Corée du Sud - Inde - Malaisie - Maldives - Singapour - Sri Lanka - Taipei chinois - Viêt Nam | - Allemagne - Autriche - Azerbaïdjan - Belgique - Bulgarie - Danemark - Espagne - Grèce - Israël - Italie - Norvège - Pays-Bas - Portugal - Roumanie - Royaume-Uni - Russie - Serbie - Suède - Suisse |         |

### En 2013
| Afrique                                       | Amérique                    | Asie | Europe | Océanie     |
| --------------------------------------------- | --------------------------- | --- | --- | ----------- |
| - Afrique du Sud - Égypte - Namibie - Tunisie | - Brésil - Canada - Mexique | - Bangladesh - Chine - Corée du Sud - Inde - Indonésie - Iran - Kazakhstan - Malaisie - Maldives - Mongolie - Philippines - Singapour - Sri Lanka - Taipei chinois - Tadjikistan - Thaïlande - Viêt Nam | - Autriche - Azerbaïdjan - Belgique - Bulgarie - Danemark - Espagne - Finlande - Géorgie - Israël - Macédoine du Nord - Norvège - Pays-Bas - Portugal - Roumanie - Russie - Serbie - Suisse - Turquie - Ukraine | - Australie |

### En 2021
| Afrique (9) | Amérique (17) | Asie (34) | Europe (36) | Océanie (2)                    |
| --- | --- | --- | --- | ------------------------------ |
| - Afrique du Sud - Djibouti - Égypte - Libye - Maroc - Mauritanie - Namibie - Tunisie - République démocratique du Congo | - Argentine - Bahamas - Brésil - Chili - Colombie - Costa Rica - Équateur - États-Unis - Guatemala - Honduras - Jamaïque - Mexique - Panama - Pérou - Suriname - République dominicaine - Venezuela | - Arabie saoudite - Bahreïn - Brunei - Birmanie - Cambodge - Chine - Corée du Sud - Émirats arabes unis - Hong Kong - Inde - Indonésie - Iran - Irak - Japon - Jordanie - Kazakhstan - Koweït - Kirghizistan - Laos - Liban - Macao - Malaisie - Maldives - Mongolie - Népal - Pakistan - Philippines - Singapour - Sri Lanka - Syrie - Taipei chinois - Thaïlande - Turkménistan - Ouzbékistan - Viêt Nam | - Allemagne - Arménie - Autriche - Azerbaïdjan - Biélorussie - Belgique - Bosnie-Herzégovine - Croatie - Danemark - Espagne - Estonie - Finlande - France - Géorgie - Grèce - Hongrie - Irlande - Israël - Italie - Kosovo - Luxembourg - Macédoine du Nord - Malte - Monaco - Monténégro - Norvège - Pays-Bas - Pays de Galles - Pologne - Portugal - République tchèque - Russie - Saint-Marin - Serbie - Slovaquie - Slovénie - Suède - Suisse - Turquie - Ukraine | - Australie - Nouvelle-Zélande |